# 메리 백 리
메리 백 리(Mary Paik Lee, 1900년~1995년)는 한국계 미국인 작가이다. 백광선(白廣善)이라는 이름으로 조선민주주의인민공화국의 현재 수도 평양에서 태어났다. 1905년에 가족과 함께 그곳을 떠나 그 해 5월 하와이에 도착했다. 1906년 12월 하와이에서 극심한 차별을 경험한 뒤  캘리포니아주로 이주했고 메리 백 리는 여생을 그곳에서 보냈다.

## 자서전
- 《Quiet Odyssey》 paperback판. University of Washington Press. 1990년 5월. ISBN ISBN 0295969695 |isbn= 값 확인 필요: invalid character (도움말).